# Смолинська печера
Смолинська печера (рос. Смолинская) — печера в Свердловській області Росії, на Уралі. Печера горизонтального типу простягання. Загальна протяжність — 590 м. Глибина печери становить 20 м. Категорія складності проходження ходів печери — 2А.